# Smogvizza
Smogvizza, Smogvizza Grande, Smoquizza*, Smoquize o Figarola Grande (in croato: Smokvica Vela o solo Smokvica) è una piccola isola disabitata della Croazia che fa parte delle isole Incoronate; si trova a sud-est dell'isola Incoronata. Amministrativamente appartiene al comune di Morter-Incoronate, nella regione di Sebenico e Tenin.

## Geografia
L'isola ha una forma irregolare con una baia che si apre a sud: val Lojena (uvala Lojena), dove si trova il porticciolo di Smogvizza (Smokvica). La punta settentrionale dell'isola è segnalata da un faro. L'altezza massima dell'isola è di 94 m; la superficie dell'isola è di 1,04 km² e lo sviluppo costiero di 6,17 km. Il canale di Bocca Abate (Opatska vrata) la divide da punta Abate (rt Opat), la punta meridionale dell'isola Incoronata (a 700 m circa di distanza). Si trova 600 m a nord-est dell'isolotto del Monte e 960 m a nord di Curba Grande.

### Isole adiacenti
- Smoquizza piccola[8], Smoquiza piccola[9] o Figarola Piccola[17] (Smokvica Mala), scoglio di forma allungata con un'area di 0,011 km²[3] e l'altezza di 6 m[2], a est della parte meridionale di Smogvizza grande, a 220 m[2] circa di distanza 43°43′26″N 15°29′15″E.
- Babinagusizza (Babina Guzica), a sud-est.

### Cartografia
- (HR) Mappa topografica della Croazia 1:25000, su preglednik.arkod.hr. URL consultato il 27 febbraio 2017.
- G. Giani, Carta prospettiva delle Comuni censuarie della Dalmazia, fogli 2 e 5, 1839. Fondo Miscellanea cartografica catastale, Archivio di Stato di Trieste.
- Carta di cabottaggio del mare Adriatico, foglio VII, Milano, Istituto geografico militare, 1822-1824. URL consultato il 17 febbraio 2017 (archiviato dall'url originale il 13 aprile 2013).